# さよなら絶望先生
『さよなら絶望先生』（さよならぜつぼうせんせい）は、久米田康治による日本のブラックコメディ漫画作品。『週刊少年マガジン』（講談社）にて、2005年22・23合併号から2012年28号まで連載。全301話。通称「絶望先生」。単行本は全三十集（30巻）。
2007年度（第31回）講談社漫画賞少年部門受賞。2007年にアニメ化され、平成20年度（第12回）文化庁メディア芸術祭アニメーション部門審査委員会推薦作品となっている。2018年8月時点で累計発行部数は800万部を突破している。

## あらすじ
始まりの季節、春。希望に胸を膨らませた「何事もポジティブにしかとれない少女」風浦可符香は、桜の木で首をくくる「何事もネガティブにしかとれない男」糸色望と出会う。出会ってはいけない2人。実は、望は可符香の高校の新しい担任の先生だった。
望が受け持つ2のへ組は、望や可符香に負けず劣らず癖の強い問題な生徒ばかり。レトロ調の世界の中、些細なことで「絶望した!」と嘆く望と、へ組の生徒達が、日々騒動を巻き起こす。

## 作品解説
ほぼ一話完結式。特定のキーワードや事柄に焦点を当て、時事ネタ・あるあるネタ・自虐ネタ・メタギャグなどを展開する。伏字や羅列も多用し、分かる人には分かる小ネタやパロディを盛り込む。そのため一コマあたりの情報量が非常に多くなっており、隅々まで読まないと発見できないようなネタも多い。純粋なギャグ漫画というよりは、ストーリーギャグ・シュルレアリスム・学園コメディの形式を取ったアイロニカルなコラムと言える。
本作の構想は前作『かってに改蔵』連載中の2003年ごろからあった。風刺や自虐を中心とする作風は改蔵から続くもので、主人公の口癖「絶望した!」も元は前作のメイン・ヒロイン名取羽美のセリフである。「ズガンボン」「どよんど」「にょんたか」「ぶんばぶんば」「めるめる」「ぶるんたった」など独特の音喩の多用、ページ4段ブチ抜き画法（大胆にコマをぶち抜いてキャラクターを描く手法）、キャラクター特性なども前作から続くものである（久米田康治#作風も参照）。前作に比べると下ネタは抑え気味であるが、北朝鮮などの政治ネタは自粛していない。そして、個性の強い女子生徒キャラクターが増えて萌え漫画の要素が強まっている（作者自身もこの傾向を自覚しており、しばしば作中で自嘲している）。
本作独自の特徴は、現代社会と近代文学風のレトロ調が混在する作品世界である。「昭和」の元号が続く現代日本という設定で、背景描写や文化描写はもちろん、主人公の設定に太宰治の影響が見られたり、サブタイトルが概ね近現代文学作品の題名や一節のパロディだったり、タイトルなどで昭和モダン体が多用されたりするほか、主な舞台も「東京府の小石川区」となっている（講談社所在地が旧小石川区に当たる）。
『朝日新聞』や『週刊文春』、『SPA!』、『読売新聞』などで作風が紹介されたことがある。また菊池聡の著書『「自分だまし」の心理学』で本作が取り上げられている。
大阪の毎日放送で放送されている明石家さんま司会の番組「痛快!明石家電視台」のクイズコーナーにて、「糸色望が主人公の漫画のタイトル「さよなら○○先生」、○○には何が入る？」という問題が出されたことがある。しかしテロップに誤って「いとしきのぞみ」と間違ったふり仮名を表示していた。このことはさよなら絶望放送で話題となった。
『マガジンドラゴン』創刊号に本作の番外編『夜間きよ飛行』（後日記では『きよ彦の夜』とされる）が掲載された。また第2号では表紙を飾り、番外編『楽天大賞』が掲載された。(単行本未収録)
日本国外への展開としては、現在台湾・韓国・アメリカ・フランスで講談社の許諾のもと翻訳出版されている。台湾では東立出版社が繁体字中国語版を『絕望先生』のタイトルで24巻まで刊行（2011年6月現在）。また『新少年快報』誌上で2008年1号（2007年12月7日発刊）から連載中である（百一話からスタート）。韓国では鶴山文化社が韓国語版を『안녕, 절망선생』のタイトルで22巻まで刊行（2011年3月現在）。アメリカではデル・レイ・ブックスが英語版を『Sayonara, Zetsubou-Sensei』のタイトルで1巻まで刊行（2009年4月現在）。フランスではピカ・エディションがフランス語版を『Sayonara Monsieur Désespoir』のタイトルで1巻まで刊行。日本版とは、カバーが和紙風でなかったり、本のサイズが変わっていたりするほか、日本独特の事物やネタについての注釈がつく。非公式ではあるが、タイでもVibulkij社によってタイ語版が出版されている模様である。
主人公の糸色望は『マガジン』での『さよなら絶望先生』の連載前に、久米田の代弁者として安彦良和の『王道の狗』の白泉社版（2005年2月28日刊行）の帯に「絶望した」というフレーズとともに登場している。
2011年には久米田の画業20周年を記念してライバル誌である『週刊少年サンデー』（22・23合併号）で特別読み切りとして掲載された（同じ日に発売された『マガジン』には久米田の『サンデー』時代の代表作『かってに改蔵』の特別編が掲載された）。
本誌2011年34号に掲載された第二百六十八話「ペイの拡充」については、『ドラえもん』の「お金のいらない世界」（てんとう虫コミックス第13巻収録）とそのままネタが被ってしまった。本誌掲載後に小学館ドラえもんルームに問い合わせをし、著作権者の藤子プロから単行本に載せてもかまわないと了解を得ているが、作者の決断により収録せず欠番扱いとなっている。

## 単行本
カバー表面には和紙風の加工が施され、集ごとに地の色と模様が異なる。表表紙は第十六集までは糸色望、第十七集以降はヘ組女子生徒のそれぞれ全身絵で、裏表紙は和装の登場キャラクターの絵。装丁担当者はハイヴの久持正士と土橋聖子（土橋は第四集以降）。
なお、雑誌掲載時と単行本掲載時に差異があり、コマ・背景・時事ネタ・誤植などの修正や加筆のほか、以下の違いがある。
- 各話の始めに、影絵カルタ風の扉絵がつく。
- 各話の終わりに、新キャラの紹介や追加エピソードなどがつく。
- 百五話以降背景のどこかに毎回描かれる神シールが、単行本では削除される。
- 雑誌掲載時の百三十話が単行本では第十三集に百二十九話として収録され、本来の百二十九話は第十四集に百三十一話として収録[注釈 6]されている。
- 百五十九話のオチが差し替えられている。
- 最終話（三百一話）のカラーはそのまま収録されている。
- 最終話の後に「ひとつの可能性としての30X話」が収録されている。ただし目次には記載されていない。

### コンテンツ
単行本において、本編以外のコンテンツが充実しているのは本作の特徴の一つである。アニメでもこれらのコンテンツを元に製作された企画は多い。
開けないでよ
カバー下の片面。「開けないでよ」のセリフとともに小森霧のサービスショットを掲載。第十八集からは、小森霧に代わって加賀愛が登場。もう片面も本編に関係するイラストや4コマ漫画などを掲載。カバー下でのおまけ掲載は『かってに改蔵』4巻から続く特徴。
前巻までのあらすじ
前のそで。あらすじと称して本編とは全く関係のない突飛な話を紹介。第一集にもある。第十七集からは、表紙に登場した女子生徒の話になっている。
絶望文学集
後ろのそで。著名文学作品の一節のパロディ。第十七集以降は「絶望名画座」として、著名映画作品の一節のパロディを掲載。
今回の告訴
巻末。木村カエレの告訴状を載せる。第十四集では集の一話目（百三十一話）の後に掲載。第十五集以降は掲載せず。
絶望学級通信
巻末。「絶望絵画館」や「絶望写真館」などのサブコーナーを設け、読者からの投稿イラストや写真を久米田の手書きコメントと共に掲載。
紙ブログ
巻末。作者のブログ風雑記。その集の収録話にちなむ内容で、ネガティブなネタが多い。
その他、巻末には各集ごとに独自の企画やおまけが用意されている。

### 既刊一覧
|    | 巻       | 初版発刊日付   | ISBN                                                               |
| -- | -------- | -------------- | ------------------------------------------------------------------ |
| 1  | 第一集   | 2005年9月16日  | 4-06-363582-1                                                      |
| 2  | 第二集   | 2005年12月16日 | 4-06-363619-4                                                      |
| 3  | 第三集   | 2006年3月17日  | 4-06-363646-1                                                      |
| 4  | 第四集   | 2006年6月16日  | 4-06-363703-4                                                      |
| 5  | 第五集   | 2006年9月15日  | 4-06-363723-9                                                      |
| 6  | 第六集   | 2006年12月15日 | 4-06-363762-X                                                      |
| 7  | 第七集   | 2007年2月16日  | 978-4-06-363793-9                                                  |
| 8  | 第八集   | 2007年4月17日  | 978-4-06-363818-9                                                  |
| 9  | 第九集   | 2007年7月17日  | 978-4-06-363854-7                                                  |
| 10 | 第十集   | 2007年9月14日  | 978-4-06-363887-5                                                  |
| 11 | 第十一集 | 2007年12月17日 | 978-4-06-363929-2                                                  |
| 12 | 第十二集 | 2008年2月15日  | 978-4-06-363949-0                                                  |
| 13 | 第十三集 | 2008年5月16日  | 978-4-06-363985-8                                                  |
| 14 | 第十四集 | 2008年7月17日  | 978-4-06-384011-7                                                  |
| 15 | 第十五集 | 2008年10月17日 | 978-4-06-384049-0（通常版） 978-4-06-937273-5（OAD付き初回限定版） |
| 16 | 第十六集 | 2009年2月17日  | 978-4-06-384096-4（通常版） 978-4-06-937274-2（OAD付き初回限定版） |
| 17 | 第十七集 | 2009年5月15日  | 978-4-06-384120-6                                                  |
| 18 | 第十八集 | 2009年8月17日  | 978-4-06-384170-1（通常版） 978-4-06-358302-1（DVD付き初回限定版） |
| 19 | 第十九集 | 2009年11月17日 | 978-4-06-384208-1（通常版） 978-4-06-358306-9（OAD付き初回限定版） |
| 20 | 第二十集 | 2010年2月17日  | 978-4-06-384246-3（通常版） 978-4-06-358313-7（OAD付き初回限定版） |
| 21 | 第二一集 | 2010年5月17日  | 978-4-06-384307-1                                                  |
| 22 | 第二二集 | 2010年8月17日  | 978-4-06-384344-6                                                  |
| 23 | 第二三集 | 2010年11月17日 | 978-4-06-384396-5                                                  |
| 24 | 第二四集 | 2011年2月17日  | 978-4-06-384443-6                                                  |
| 25 | 第二五集 | 2011年4月15日  | 978-4-06-384483-2                                                  |
| 26 | 第二六集 | 2011年7月15日  | 978-4-06-384519-8                                                  |
| 27 | 第二七集 | 2011年10月17日 | 978-4-06-384566-2 （通常版） 978-4-06-358367-0 （CD付き限定版）    |
| 28 | 第二八集 | 2012年2月17日  | 978-4-06-384629-4                                                  |
| 29 | 第二九集 | 2012年5月17日  | 978-4-06-384673-7                                                  |
| 30 | 第三十集 | 2012年8月17日  | 978-4-06-384705-5                                                  |

## メディア展開
アニメ
テレビアニメは3作まで製作され、OVAは受注限定生産のOAD（オリジナルアニメーションDVD）としてリリースされている。
- テレビアニメ
  - さよなら絶望先生（放映期間：2007年7月 - 9月）
  - 【俗・】さよなら絶望先生（放映期間：2008年1月 - 3月）
  - 【懺・】さよなら絶望先生（放映期間：2009年7月 - 9月）

- OVA 
  - 【獄・】さよなら絶望先生（全3巻、テレビアニメ第2作の続編）
  - 【懺・】さよなら絶望先生 番外地（全2巻、テレビアニメ第3作の続編）

Webラジオ 　
上記アニメと連動したラジオ放送として、2007年8月28日から2011年8月31日まで『さよなら絶望放送』が配信された。

トークイベント
「Mixa Animation Diary Plus 『さよなら絶望先生』トークライブ 〜Let You Entertain You! オナニーして飯食って寝たらもうアニメ放送20年近いじゃねーか!!時間返せバカヤロー! 絶望したandニック棒咥えた!!!ぶっとびー！のおったまげー！スペシャル〜」が、2024年1月6日に東京・Theater Mixaで開催。糸色望役の神谷浩史、風浦可符香役の野中藍、日塔奈美役の新谷良子が出演した。